# Corymica gensanaria
Corymica gensanaria är en fjärilsart som beskrevs av John Henry Leech 1896. Corymica gensanaria ingår i släktet Corymica och familjen mätare. Inga underarter finns listade i Catalogue of Life.